# Spytihněv
Spytihněv är en ort i Tjeckien.   Den ligger i regionen Zlín, i den östra delen av landet, 250 km öster om huvudstaden Prag. Spytihněv ligger 186 meter över havet och antalet invånare är 1 692.
Terrängen runt Spytihněv är platt åt sydost, men åt nordväst är den kuperad. Spytihněv ligger nere i en dal. Runt Spytihněv är det ganska tätbefolkat, med 111 invånare per kvadratkilometer. Närmaste större samhälle är Zlín, 15,7 km nordost om Spytihněv. Trakten runt Spytihněv består till största delen av jordbruksmark.